# De Vecchi (azienda)
De Vecchi è il nome di due case automobilistiche italiane fondate nel 1905 e 1909 da Giuseppe De Vecchi: la De-Vecchi Strada & C. (dal 1905 al 1908) e la De Vecchi & C. (dal 1908 al 1917).

## Storia

### De Vecchi - Strada & C.
Già appassionato sperimentatore di velocipedi a motore, formatosi giovanissimo alla Prinetti & Stucchi di Milano assieme ad Ettore Bugatti, Giuseppe De Vecchi (1878 - 1945) gestisce in proprio già dal 1904 un'attività di "rappresentanza ed officina di riparazione motociclette ed automobili" con Ettore Strada in Via Bertani 16 a Milano, in realtà poco più di una bottega al piano terra della propria abitazione.
Con lo stesso Ettore Strada, De Vecchi costituisce il 25 novembre 1905 la De Vecchi-Strada & C. I capitali necessari vengono raccolti tra gli amici e gli appassionati pionieri dell'automobile conosciuti alla Prinetti & Stucchi. La sede di via Bertani viene spostata dopo poco in Via F.Melzi (C.so Sempione) e poi in una nuova officina sempre a Milano, in Via Peschiera, 2. I due soci iniziano a produrre in serie propulsori ed automobili, oltre ad un modello di motociclo leggero, che nei fatti è costituito da un telaio di bicicletta rinforzato e dotato di motore monocilindrico con trazione a cinghia. Il primo modello di auto prodotto, siglato 10/12 Hp e dotato di un propulsore quadricilindrico in linea bi-blocco a doppia accensione, veniva fornito sia in versione autotelaio, sia nella versione completa di carrozzeria tipo double phaeton a entrata laterale, quest'ultima al prezzo di Lire 8 000.

### De Vecchi & C.
In conseguenza della crisi finanziaria che colpisce gravemente il settore nel 1907, la compagine azionaria viene allargata con l'ingresso di nuovi soci e nel 1908 (23 febbraio) la ragione sociale muta in "De Vecchi & C. - Accomandita per Automobili"; De Vecchi è socio accomandatario, assieme all'Ing. Umberto De Benedetti. Ettore Strada è ancora a fianco di De Vecchi come socio accomandante. Tra i soci troviamo Alfred Edwards, fondatore nel 1899 del Milan Cricket & Football Club.
La nuova Società costruisce auto con interessanti soluzioni tecniche: alcune di propria invenzione, altre ottenute in mutuo scambio da Ditte italiane ed estere del settore. Arrivano anche lusinghieri successi nel mondo delle competizioni. Compatibilmente con le dimensioni ed i volumi di produzione, che rimangono esigui, la Società ha un certo successo anche all'estero e riesce a vendere le sue automobili anche all'impero russo. Ettore Strada lascia nel 1912.

### Officine Meccaniche De Vecchi S.A.
Dal 1915 la De Vecchi & C. si adatta al tempo di guerra orientandosi alla produzione di veicoli da trasporto, motori per aerei e per imbarcazioni. Tra il 1916 ed il 1917 la Società cambia profondamente: dei soci "storici" rimane il solo De Vecchi ed una forte ricapitalizzazione viene sottoscritta da un nuovo gruppo di soci provenienti dall'Emilia Romagna. Nell'Ottobre 1917 avviene l'ultima trasformazione societaria, con un ulteriore aumento di capitale dei nuovi soci. Si conclude l'avventura nel mondo dell'automobile intesa come prodotto completo; la ragione sociale muta in Officine Meccaniche De Vecchi S.A. ed ha "per iscopo la fabbricazione ed il commercio di motori per aviazione, vetture, carri e battelli automobili in genere e d'ogni singola loro parte", mentre la produzione e vendita di autoveicoli terrestri completi continua come attività secondaria. Di una certa rilevanza la costruzione di motori per aeroplani su licenza Colombo (Colombo D110 a 6 cilindri in linea) per tutto il periodo bellico della prima guerra mondiale e negli anni dell'immediato dopoguerra.

### Fine del marchio
Il marchio De Vecchi sopravvive fino al 1919; con l'uscita di Giuseppe De Vecchi dalla compagine societaria, l'Azienda assume il nuovo nome C.M.N., Costruzioni Meccaniche Nazionali. Tutti gli impianti, i veicoli e le parti giacenti a magazzino vengono ceduti alla nuova Società. Le vetture CMN, di fatto degli chassis con motore De Vecchi assemblate con parti residuate della Isotta-Fraschini e con un nuovo "badge" al radiatore, sono condotte in gara nel 1919 e 1920 ancora da Sivocci, e da un giovane collaudatore-pilota che risponde al nome di Enzo Ferrari.

## Modelli De Vecchi-Strada
Il modello di punta della De Vecchi-Strada e il suo primo modello fu la 10-12 Hp, con motore a 4 cilindri bi-blocco per una cilindrata complessiva attorno ai 4 litri; fu costruita fino al 1908 poco prima che la ditta cambiasse denominazione e rimase in produzione, con modifiche come modello di base per tutta la durata del marchio De Vecchi.

## Modelli De Vecchi & C.
La De Vecchi & C. produsse molti modelli tra i quali la Tipo A (16-20 Hp),la Tipo B (20-30 Hp),la Tipo D (15-20 Hp),Tipo E (20-25 Hp) e Tipo F (25-35 Hp) che con un motore monoblocco da 3563 cm³ fu venduta anche in Russia.

## Sport

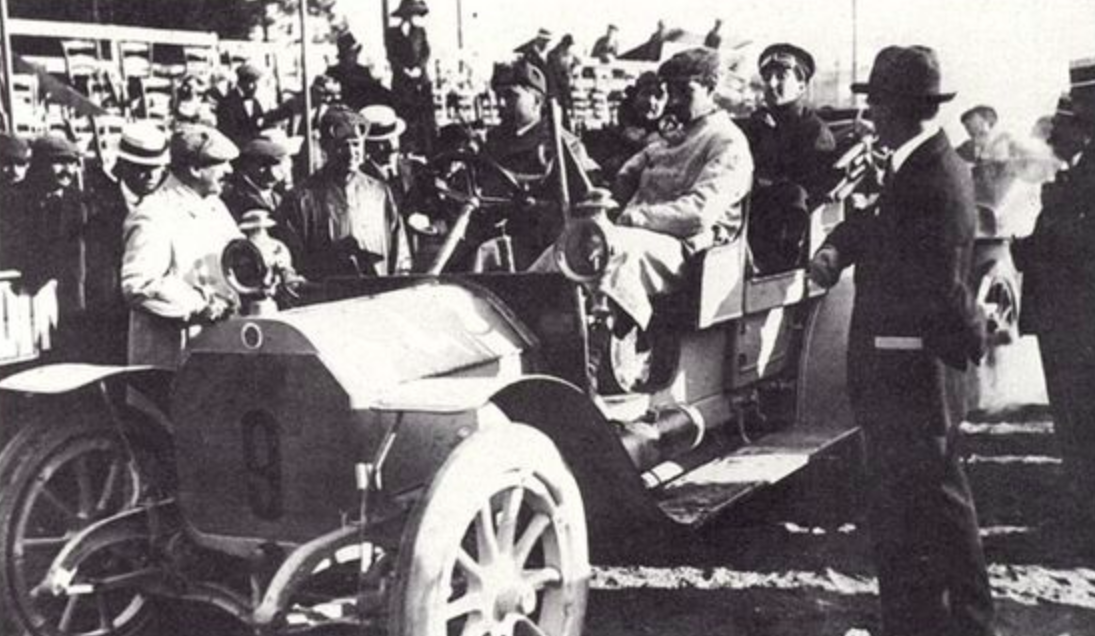
Giuseppe De Vecchi e Ugo Sivocci in Tipo 20/30 HP, Modena, 23 Aprile 1911

Il primo successo della Casa arriva nell'Aprile del 1908, con la vittoria alla Padova - Bovolenta su De-Vecchi Strada & C. Tipo10/12 Hp, pilotata da Fumagalli. Questa vittoria crea alla marca la fama di "prima automobile italiana capace di raggiungere i 100 Km/h".
In seguito, dalla Tipo A 16-20 Hp prodotta dalla De Vecchi & C. fu derivato un modello per le competizioni che nell'Aprile del 1911 viene portato in gara da Antonio Ascari (padre di Alberto) al Criterium di Modena (Ascari è però costretto al ritiro per un guasto meccanico).
Nel 1913 la stessa vettura, pilotata da Ugo Sivocci, ottiene il secondo posto di categoria (settimo assoluto) alla prima edizione della classica competizione in salita Parma - Poggio di Berceto.
Alla Targa Florio dello stesso anno la De Vecchi & C. partecipa con due vetture "Tipo C" 23/35 Hp, aggiornate con motore monoblocco da 5.7 litri, classificandosi terza assoluta con Alberto Marani (iscritto come "Gloria") e sesta assoluta con Ugo Sivocci.
Il risultato più lusinghiero arriva l'anno successivo, con un secondo posto assoluto alla Targa Florio del 1914 ottenuto da una De Vecchi 25/35 Hp 5.7, con alla guida sempre "Gloria" Alberto Marani.